# Анфимов 1-й
Анфимов 1-й —опустевший хутор в Новоузенском районе Саратовской области в составе сельского поселения Куриловское муниципальное образование. 

## География
Находится на расстоянии примерно 43 километра по прямой на север-северо-запад от районного центра города Новоузенск.

## История
Официальная дата основания 1969 год. По состоянию на 2020 год хутор опустел.

## Население
Постоянное население составило 12 человек (67% казахи,  33% русские) в 2002 году, 3 в 2010.